# Candida Xu
Candida Xu, il cui cognome è riportato anche come Hiu o Siu (in cinese: 許徐甘弟大S, Xǔ-Xú GāndìdàP, Hsü-Hsü Kan-ti-taW; 4 settembre 1607 – Provincia di Nanchino, 24 ottobre 1680), è stata una filantropa cinese che visse tra gli ultimi anni della dinastia Ming e i primi anni della dinastia Qing.
Di fede cattolica, è stata definita la "donna cinese più influente del diciassettesimo secolo". Inoltre, secondo le fonti, fu probabilmente la prima donna cinese ad aver imparato il latino.

## Biografia
Nata nel giorno di santa Candida la Vecchia, dalla quale prese il nome, Xu era la nipote di Xu Guangqi, che si era convertito al cristianesimo quattro anni prima, nel 1603. Al contrario della maggior parte dei cinesi cattolici dell'epoca, Candida Xu portò un nome cristiano fin dalla nascita, invece di assumerlo dopo la conversione (come per suo nonno Xu Guangqi, che venne battezzato come Paolo). Fu molto religiosa fin dall'infanzia. Dopo essere diventata una vedova all'età di 46 anni, ella rivolse le proprie attenzioni al servizio della Chiesa.
Nonostante le restrizioni che dovette affrontare a causa del suo status come membro della classe superiore, lavorò per diffondere il cristianesimo in Cina, in particolare nei dintorni di Nanchino. Esercitò l'influenza di suo padre e di suo figlio Basilio per guadagnarsi il benemerito per molti missionari gesuiti tra le autorità locali. Promosse le sue associazioni spirituali tra i cristiani cinesi e divenne un modello per le donne cristiane intorno a Sciangai. Ella aveva un reddito privato, che donò con generosità per finanziare la sistemazione dei missionari; finanziò anche la costruzione di quasi quaranta chiese e cappelle, e rese più facile la pubblicazione di molte opere religiose in lingua cinese. Fondò anche degli ospedali a Songjiang (Song-Kiang) e in una città chiamata Su-Tcheu. Inoltre si occupò di tessitura nella comunità femminile, incluse le sue figlie: i vestiti e i ricami che tessevano le aiutarono a realizzare l'equivalente di diverse centinaia di corone francesi, che ella donò anche per sostenere l'opera missionaria.
Aiutò la Chiesa cattolica nel Sichuan nella ricerca dei convertiti sopravvissuti dopo la devastazione causata da Zhang Xianzhong. Molti la chiamavano "l'apostola della Cina". La sua storia divenne famosa in Europa tramite una biografia di Philippe Couplet, il suo confessore, che la pubblicò con il titolo Historie van eene groote christene Mevrouwe van China met naeme Mevrouw Candida Hiu (pubblicata in italiano come Storia di una nobil dama, Candida Hiu, cristiana della Cina).